# Commonwealth Games 1990/Boxen
Die 14. Boxwettkämpfe der Herren bei den Commonwealth Games 1990 wurden vom 24. Januar bis zum 3. Februar im neuseeländischen Auckland ausgetragen. Insgesamt wurden 48 Medaillen in 12 Gewichtsklassen vergeben.

## Medaillengewinner
| Klasse                         | Gold                        | Silber                       | Bronze                                              |
| ------------------------------ | --------------------------- | ---------------------------- | --------------------------------------------------- |
| Halbfliegengewicht (- 48 kg)   | Justin Juuko Uganda         | Abdurahman Ramadhani Kenia   | Domenic Figliomeni Kanada Dharmendar Yadav Indien   |
| Fliegengewicht (- 51 kg)       | Wayne McCullough Nordirland | Nokuthula Tshabangu Simbabwe | Born Siwakwi Sambia Maurice Maina Kenia             |
| Bantamgewicht (- 54 kg)        | Mohamed Sabo Nigeria        | Geronimo Bie Kanada          | Justin Chikwanda Sambia Wesley Christmas Guyana     |
| Federgewicht (- 57 kg)         | John Irwin England          | Haji Ally Tansania           | David Gakuha Kenia James Nicholson Australien       |
| Leichtgewicht (- 60 kg)        | Godfrey Nyakana Uganda      | Justin Rowsell Australien    | Bakari Mambeya Tansania David Anderson Schottland   |
| Superleichtgewicht (- 63,5 kg) | Charles Kane Schottland     | Nicodemus Odore Kenia        | Stefan Scriggins Australien Duke Chinyadza Simbabwe |
| Weltergewicht (- 67 kg)        | David Defiagbon Nigeria     | Greg Johnson Kanada          | Anthony Mwaba Sambia Grahame Cheney Australien      |
| Superweltergewicht (- 71 kg)   | Richie Woodhall England     | Ray Downey Kanada            | Sililo Figota Westsamoa Andy Creary Neuseeland      |
| Mittelgewicht (- 75 kg)        | Chris Johnson Kanada        | Ashiao Laryea Ghana          | Charles Matata Uganda Mark Edwards England          |
| Halbschwergewicht (- 81 kg)    | Joseph Akhasamba Kenia      | Dale Brown Kanada            | Nigel Anderson Neuseeland Joseph Abdu Kaddu Uganda  |
| Schwergewicht (- 91 kg)        | George Onyango Kenia        | Patrick Jordan Kanada        | Kevin Onwuka Nigeria Emerio Fainuulua Westsamoa     |
| Superschwergewicht (+ 91 kg)   | Michael Kenny Neuseeland    | Liadi al-Hassan Ghana        | Vernon Linklater Kanada Paul Douglas Nordirland     |

## Medaillenspiegel
| Rang | Land       | Gold | Silber | Bronze | Gesamt |
| ---- | ---------- | ---- | ------ | ------ | ------ |
| 1    | Kenia      | 2    | 2      | 2      | 6      |
| 2    | Uganda     | 2    | 0      | 2      | 4      |
| 3    | Nigeria    | 2    | 0      | 1      | 3      |
| 3    | England    | 2    | 0      | 1      | 3      |
| 5    | Kanada     | 1    | 5      | 2      | 8      |
| 6    | Neuseeland | 1    | 0      | 2      | 3      |
| 7    | Schottland | 1    | 0      | 1      | 2      |
| 7    | Nordirland | 1    | 0      | 1      | 2      |
| 9    | Ghana      | 0    | 2      | 0      | 2      |
| 10   | Australien | 0    | 1      | 3      | 4      |
| 11   | Tansania   | 0    | 1      | 1      | 2      |
| 11   | Simbabwe   | 0    | 1      | 1      | 2      |
| 13   | Sambia     | 0    | 0      | 3      | 3      |
| 14   | Westsamoa  | 0    | 0      | 2      | 2      |
| 15   | Guyana     | 0    | 0      | 1      | 1      |
| 15   | Indien     | 0    | 0      | 1      | 1      |
|      | Gesamt     | 12   | 12     | 24     | 48     |